# Ib Langelot
Ingeborg 'Ib' Langlotz (* 24. September 1922 in Dresden; † 22. Februar 2004 in München) war eine deutsche Keramikerin.

## Werdegang

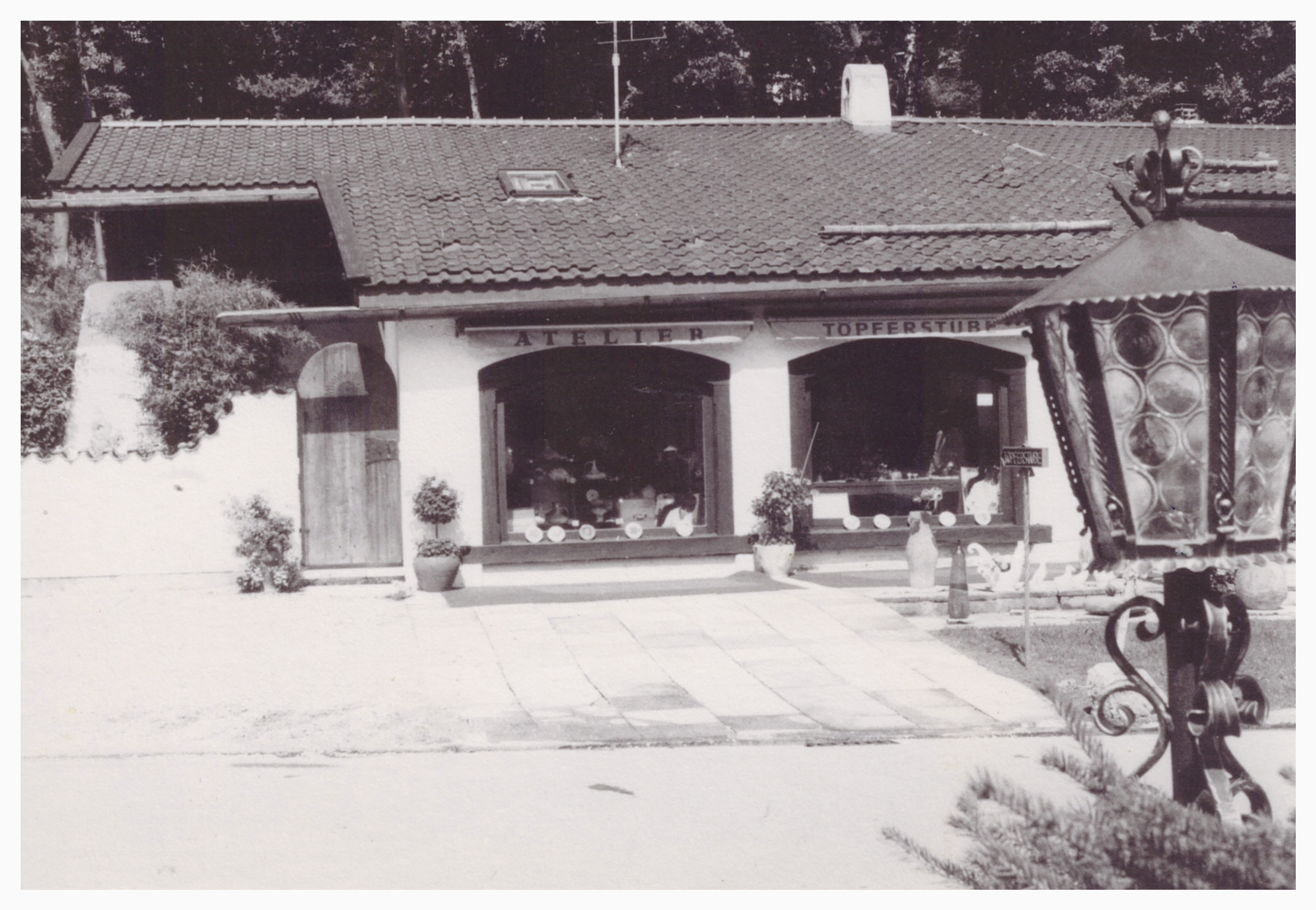
Atelier in Bad Wiessee um 1960

Ib Langelot studierte zwischen 1940 und 1942 an einer privaten Mal- und Zeichenschule bei Ernst Hassebrauk, anschließend bis 1944 an der Wiener Akademie der bildenden Künste bei Viktor Schufinsky und Emil Pirchan. Nach dem Studium in Wien gründete sie 1945 die Töpferei „Die Töpferstube“. Ihre Gebrauchskeramiken in Fayence-Maltechnik stellte sie erstmals 1948 auf der Hannover Messe aus.
Zu Beginn der 1960er Jahre fertigte sie neben Gebrauchskeramik zunehmend keramische Unikate. Die Töpferstube zog 1960/61 nach Bad Wiessee um, wo dann nur noch Unikate hergestellt wurden. Für diese verwendete sie teilweise selbst entwickelte Glasuren.
Werke von Ib Langelot befinden sich in Privatsammlungen, Galerien und Museen im In- und Ausland.

## Auszeichnungen
- 1967 und 1968: Diplom Concorso Int. della Ceramica d’Arte Faenza
- 1969: Ehrendiplom Concorso Int. della Ceramica d’Arte Cervia
- 1973: Prix des Editeurs, Monaco für Grafik
- 1976 und 1979: I. Preis Int. Grafik-Biennale Palm d’Or, Monaco

Quelle

## Ausstellungen
- 1965: Karl-Ernst-Osthaus-Museum, Hagen/Westfalen,[3]
- 1965: Ulmer Museum
- 1965: „Deutsche Keramik der Gegenwart“, Nürnberg
- 1967: Galerie Seyhoun, Teheran/Iran,[4]
- 1967: Galerie Boiselet, Paris/Frankreich,
- 1968: Deutsches Kultur-Institut, Istanbul/Türkei,
- 1971: „Deutsche Keramik 1971“, Hetjens-Museum, Düsseldorf[5]
- 1971/72: Ausstellung in Zusammenarbeit mit dem Deutschen Kulturinstitut in Stockholm, Göteborg/Schweden Oslo, Bergen/Norwegen und Helsinki/Finnland
- 1972: „Deutsche Keramik 1972“ Galerie Deisenroth, Fulda
- 1973: „Keramion“ in Frechen bei Köln[6][1]
- 1975: „City Art Gallery“, Bristol/England in der [1]
- 1975: „Graves Art Gallery“, Sheffield/England
- 1976: Rhösska Museet, Göteborg/Schweden
- 1976: Sonderausstellung im Münchner Stadtmuseum
- 1977: South London Art Gallery[7][1][8]
- 1979: „Veste Coburg“[1]
- 1981 und 1986: „Europäische Keramik der Gegenwart“ im „Keramion“ in Frechen bei Köln[1]
- 1987: „Transart - Gallerie“, München
- 1989: Ausstellung in New York/USA[1]
- 1992: Los Angeles[1]
- 1992/95: „Komatsu City Hall“, Tajimi/Japa